# Heeresfliegerkommando 3
Das Heeresfliegerkommando 3 war eines der Heeresfliegerkommandos des Heeres der Bundeswehr. Der Stabssitz war zuletzt Mendig. Das Kommando war Teil der Korpstruppen des III. Korps.

## Aufträge
Das Heeresfliegerkommando bündelte auf Ebene des Korps die Hubschrauber der Heeresfliegertruppe. Die sonstigen dem Korps unterstellten Truppenteile wiesen um 1989 keine größeren  Verbände der Heeresfliegertruppe auf. Lediglich die Divisionstruppen jeder unterstellten Division verfügten in der Heeresstruktur IV über eine Staffel mit Verbindungshubschraubern Alouette II. Um 1989 verfügte der Kommandeur des Heeresfliegerkommandos über Verbindungshubschrauber Bo-105M und Alouette II, die Transporthubschrauber LTH UH-1D und MTH CH-53G sowie Panzerabwehrhubschrauber Bo-105P. Ds Kommando unterstützte die Divisionen und Brigaden des Korps bei der Logistik und im Gefecht der verbundenen Waffen auf dem Gefechtsfeld. Dort wurden sie vor allem zur Aufklärung und Panzerabwehr eingesetzt. Der Befehlshaber des Korps konnte die Transporthubschrauber auch einsetzen um die im Verteidigungsfall als Reserve unterstellten Fallschirmjäger einer der Luftlandebrigaden schnell an Schwerpunkte zu verlegen. Insgesamt entsprach die Größe des Heeresfliegerkommandos mit etwa 5200 Angehörigen in etwa der Stärke einer der Brigaden des Feldheeres.

## Gliederung
Um 1989 gliederte sich das Heeresfliegerkommando grob in:
- Stab/Stabsstaffel Heeresfliegerkommando 3, Mendig (Fliegerhorst Mendig)
  -  Heeresfliegerstaffel 300 (GerEinh), Mendig
  -  Heeresfliegerausbildungsstaffel 8/III, Niederstetten (Heeresflugplatz Niederstetten)
  -  Heeresflugplatzkommandantur 301, Mendig (im Verteidigungsfall zum Sicherungs- und Versorgungsregiment BMVg)
  -  Heeresflugplatzkommandantur 302, Fritzlar (Heeresflugplatz Fritzlar)
  -  Heeresflugplatzkommandantur 303, Niederstetten
  -  Heeresfliegerregiment 30, Niederstetten
  -  Heeresfliegerregiment 35, Mendig
  -  Heeresfliegerregiment 36, Fritzlar

Nur im Frieden unterstand die Fernspähkompanie 300.

## Geschichte
Das Heeresfliegerkommando 3 wurde 1971 zur Einnahme der Heeresstruktur III in der Rhein-Kaserne in Koblenz aufgestellt. Zur Aufstellung des Stabes wurde der Korpsheeresfliegerkommandeur 3 herangezogen, der von 1959 bis zur Umgliederung 1971 in Koblenz beheimatet war. Der Stab des Heeresfliegerkommandos 3 verlegte noch 1971 in die Gunther-Plüschow-Kaserne beim Flugplatz Mendig.
Das Heeresfliegerkommando wurde daher Ende März 1994 etwa zeitgleich mit der Auflösung des III. Korps außer Dienst gestellt. Aus Teilen wurde im April 1994 die Heeresfliegerbrigade 3 aufgestellt.

## Verbandsabzeichen

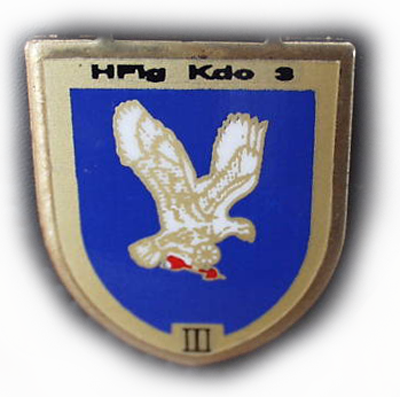
Internes Verbandsabzeichen des Stabes/Stabsstaffel

Das Heeresfliegerkommando führte aufgrund seiner Ausplanung als Teil der unselbständigen Korpstruppen kein eigenes Verbandsabzeichen. Die Soldaten trugen daher das Verbandsabzeichen des übergeordneten Korps.
Als „Abzeichen“ wurde daher unpräzise manchmal das interne Verbandsabzeichen des Stabes und der Stabsstaffel „pars pro toto“ für das gesamte Heeresfliegerkommando genutzt. Es zeigte einen Adler mit einem Blitz und dem Mainzer Rad in den Krallen. Teile eines Adlers sind auch im Barettabzeichen der Heeresfliegertruppe abgebildet. Das Mainzer Rad ist ähnlich im Landeswappen von Rheinland-Pfalz abgebildet und steht für den Stationierungsraum des Heeresfliegerkommandos. Die unten stehende römische Drei steht für die Zugehörigkeit zum III. Korps. Das interne Verbandsabzeichen wurde ähnlich als Verbandsabzeichen des „Nachfolgeverbandes“ Heeresfliegerbrigade 3 fortgeführt.